# Área 25 de Brodmann
El área 25 de Brodmann (BA25) es una zona de la corteza cerebral del cerebro y se define en función de sus características citoarquitectónicas. También se llama área subgenual, área subgenualis o cingulada subgenual. Es  la 25 ª "área de Brodmann" definida por Korbinian Brodmann (de ahí su nombre). La BA25 se encuentra en la región cingulada como una banda estrecha en la porción caudal del área subcallosa adyacente a la circunvolución paraterminal. El surco paraolfatorio posterior separa la circunvolución parabólica de la BA25. Rostralmente está limitada por el área prefrontal 11 de Brodmann

## Historia
Brodmann describió esta área, tal como se nombra ahora, en 1909. Originalmente en 1905, Brodmann llamó a esta área como parte del área 24. En 1909, dividió el área en el área 24 y 25.

## Función
Esta región es extremadamente rica en transportadores de serotonina y se considera que gobierna una amplia red que abarca áreas como el hipotálamo y el tallo cerebral, lo que influye en los cambios en el apetito y el sueño; la amígdala y la ínsula, que afectan el estado de ánimo y la ansiedad; el hipocampo, que juega un papel importante en la formación de la memoria; y algunas partes de la corteza frontal responsables de la autoestima. Esta región está particularmente implicada en el procesamiento normal de la tristeza

## Implicación en depresión
El giro cingulado subcallosal CG25, que está formado por la BA25, así como por partes de la BA24 y BA32, está implicado de manera importante en la depresión mayor y ha sido el objetivo de la estimulación cerebral profunda para tratar el trastorno.
Un estudio encontró que la BA25 es metabólicamente hiperactiva en la depresión resistente al tratamiento. Otro estudio diferente encontró que la hiperactividad metabólica en esta área se asocia con una respuesta terapéutica  deficiente a la terapia cognitivo-conductual y venlafaxina de las personas con trastorno depresivo mayor.
En 2005, Helen S. Mayberg y sus colaboradores describieron cómo trataron exitosamente a varias personas deprimidas — individuos virtualmente catatónicos que tenían depresión a pesar de años de terapia, medicinas y terapia electroconvulsiva — tratándolos con electrodos de marcapasos (estimulación cerebral profunda) en el área 25.
Un estudio reciente encontró que la estimulación magnética transcraneal es más efectiva desde el punto de vista clínico al tratar la depresión cuando se dirige específicamente al área 46 de Brodmann, porque esta área tiene conectividad funcional intrínseca (correlación negativa) con el área 25.
Otro estudio reciente ha encontrado que las respuestas del área 25 a la visualización de estímulos tristes se ven afectadas por el cortisol. Esto sugiere que los cambios relacionados con la depresión en la actividad en el área 25 podrían deberse a una desregulación del eje hipotalámico-pituitario-adrenal.

## Imágenes

Animación.
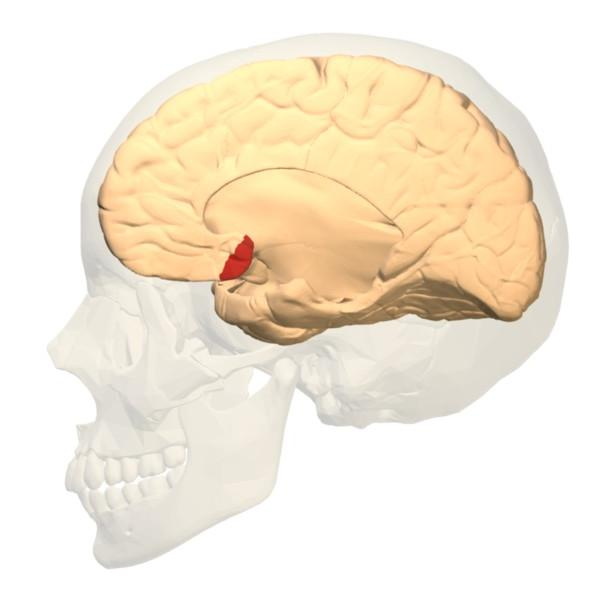
Vista medial.